# بلوک پارتی
بلوک پارتی (انگلیسی: Bloc Party) یک گروه ایندی راک بریتانیایی است که اکنون چهار عضو کله اوکرک، راسل لیساک، جاستین هریس و لوئیز بارتل را دارد. دو عضو دیگر آن گوردون موکز و مت تونگ به ترتیب در ۲۰۱۵ و ۲۰۱۳ گروه را ترک کردند. اگرچه سبک گروه راک است ولی از تم‌های الکترونیکا‌ و هاوس هم استفاده می‌کنند. در مجموع از آلبوم‌های بلوک پارتی بیش از سه میلیون نسخه در سرتاسر جهان فروش رفته‌است.